# Viticulture en Suisse

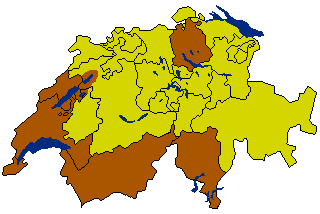
En brun les principales régions viticoles de Suisse

En Suisse, la viticulture remonte à l'époque romaine. Elle est aujourd'hui une activité économique aux nombreuses ramifications sociales et culturelles.
En 2021, la vigne s'étend sur 14 629 hectares (près de 150 km2). Elle est principalement concentrée le long du Rhône, au sud-ouest du pays, où les trois régions contiguës Valais (33 %), Vaud (26 %) et Genève (10 %) représentent 69 % de la surface totale. La Suisse alémanique, au nord et au nord-est de la Suisse, représente 18 % de la surface de vigne, mais le vignoble y est plus dispersé. Le Tessin, au sud des Alpes, représente 7 % de la surface. Enfin, les vignobles de la région des trois lacs (Neuchâtel, Bienne et Morat), au pied du Jura, représentent 6 % de la surface.
La production vinicole suisse avoisine les 100 millions de litres par année[réf. nécessaire], à proportion de blanc et de rouge pratiquement égale. La production locale ne satisfait qu'environ un tiers des besoins du marché suisse. Par conséquent, la quasi-totalité de la production est consommée localement ; seuls 1 à 2 % sont exportés.

## Histoire

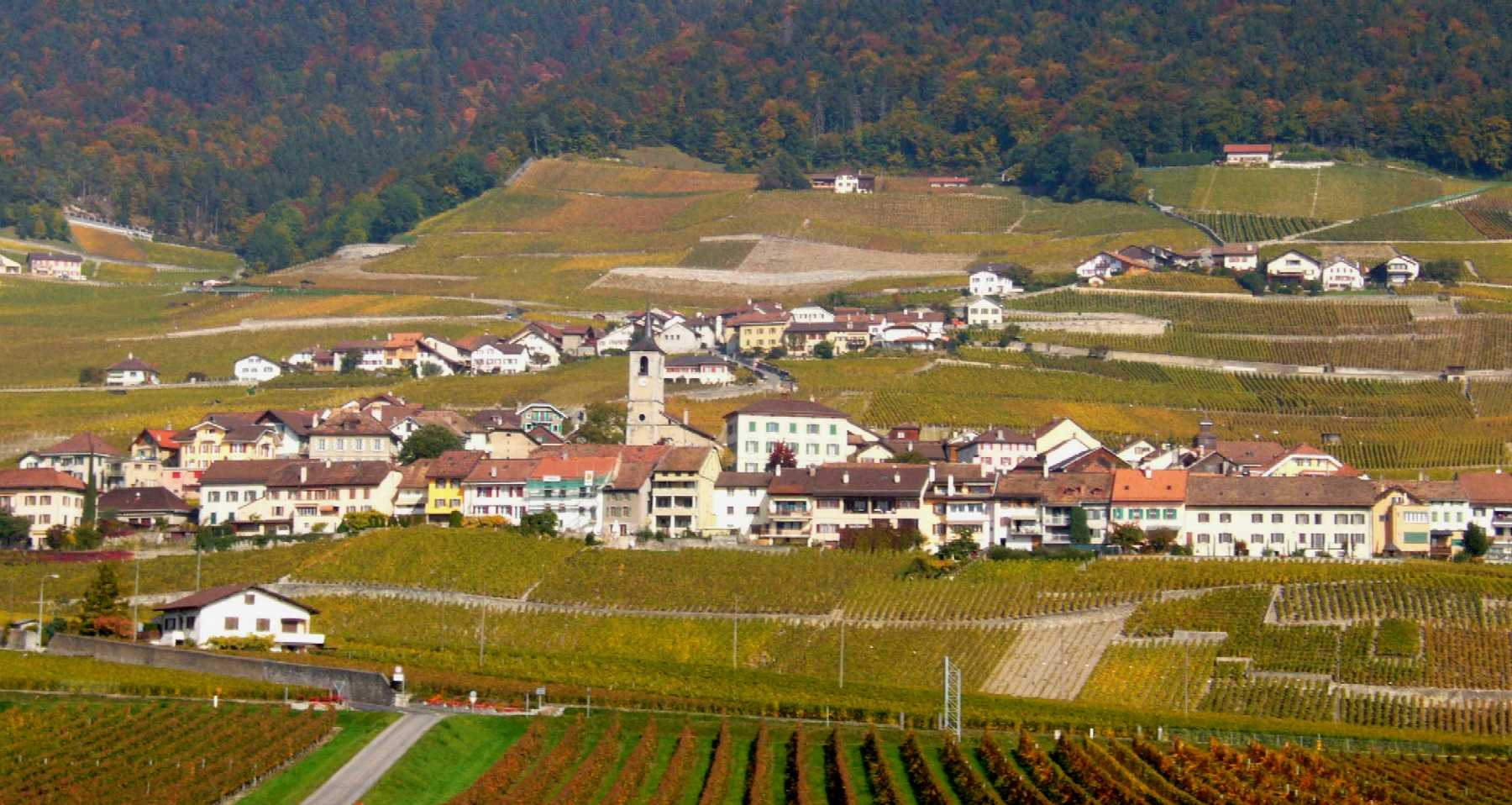
Yvorne et son vignoble

### Premières vignes
La tradition viti-vinicole en Suisse est très ancienne, elle remonte au moins à l'époque romaine. Des indices archéologiques tendent à montrer que la culture de la vigne existait en Valais déjà avant l’époque romaine. Entre 1989 et 1999, lors d’une fouille à Gamsen, on a découvert des pépins de raisins datant de l’Âge du fer. Il y avait donc des grappes de raisin en Valais bien avant l’arrivée des Romains. Reste à prouver qu'ils proviennent bien d’une vigne indigène cultivée.

### Premières bouteilles
Près de Sembrancher, dans une tombe celtique, on a retrouvé le plus vieil indice de la consommation de vin en Valais, une bouteille de céramique. Elle accompagnait la dépouille d'une femme, inhumée au IIe siècle av. J.-C. Ces bouteilles, nommées vases a trottola, ont été produites dans des officines celtiques de l'Italie du Nord. On a appris qu’elles contenaient du vin grâce à une inscription retrouvée sur l’une d’elles. Vers 150 av. J.-C., à l’époque celtique, les Valaisans offraient donc du vin aux morts et en buvaient probablement. Un siècle plus tard, les amphores romaines faisaient leur apparition.

### Traces écrites
Au XIIe siècle, les vignobles étaient déjà organisés, comme le prouvent les premiers documents écrits. Les recherches viennent d'ailleurs détruire la légende : la vigne n’était pas entre les mains exclusives d’abbayes et de moines mais entre celles de nombreux propriétaires. Les historiens dépouillent, actuellement, tous les documents relatifs aux vignes dans les archives publiques et privées. L'analyse des actes notariés de l’époque est très enrichissante, particulièrement ceux touchant aux reconnaissances : dans ces documents, les locataires des terres reconnaissent tenir leurs biens d’un seigneur (propriétaire). Les historiens tentent également de dessiner la mise en place de la vigne et l’évolution du paysage viticole.

### La généalogie des cépages
Pour un article plus général, voir Ampélographie.
Depuis quelques années, des analyses d’ADN apportent des réponses précises sur les cépages et leur généalogie. José Vouillamoz, biologiste moléculaire de l’université de Neuchâtel, a par exemple démontré une filiation directe entre le cornalin et l'humagne rouge, cette dernière étant issue d'un croisement du cornalin avec un cépage inconnu. Les analyses d’ADN ouvrent de nouvelles perspectives, elles pourraient par exemple permettre de déterminer l’origine génétique d'anciens pépins de raisin retrouvés à Gamsen (de), en Valais.

## Réglementation
Il n'existe pas à proprement parler de réglementation suisse, chacun des cantons pratiquant la viticulture ayant sa propre réglementation. Dans le cadre de la politique agricole PA2011, toutes les aires de production suisses sont soumises au règlement « AOC Suisse » à compter du 1er janvier 2008. La réglementation en matière de vin proposée par la Confédération s’inspire des principes de la réglementation européenne.

## Les cépages cultivés en Suisse
On recense en Suisse plusieurs centaines de cépages cultivés, et 275 d'entre eux sont détaillés dans les statistiques de l'OFAG. Au total, fin 2020, 14 696 hectares de vigne sont cultivés pour le vin, dont 6 427 hectares (44 %) plantés en blanc et 8 269 hectares (56 %) plantés en rouge. La surface viticole est en légère diminution depuis plusieurs années (-3,4 % entre 2001 et 2020). Les cépages les plus cultivés sont le pinot noir (26 %), le chasselas (25 %), le merlot (8 %) et le gamay (8 %). À eux quatre, ils représentent deux tiers des cultures.
Les cépages cultivés en Suisse sont classés en trois groupes :
- Les cépages indigènes contribuent à l'identité et à la richesse du vignoble suisse. Ils représentent 37 % des cultures. Il s'agit principalement du chasselas (25 %), mais aussi du gamaret (3 %), du garanoir (2 %), de la petite arvine (2 %) ou du cornalin (1 %).
- Les cépages traditionnels, qui ne sont pas originaires de Suisse mais dont la culture en vue de la transformation en vin est antérieure (parfois nettement) au XXe siècle, comme le pinot noir (26 %), le gamay (8 %), le sylvaner (2 %), le pinot gris (2 %) ou le savagnin (1 %). Ils représentent 41 % des cultures.
- Les cépages allogènes, cultivés en Suisse depuis le XXe, voire le XXIe siècle. Ils représentent 22 % du vignoble et permettent notamment aux producteurs suisses de démontrer la qualité du terroir et leur savoir faire lors des grands concours internationaux. Les principaux sont le merlot (8 %), le müller-thurgau (3 %), le chardonnay (3 %), la syrah (1 %) ou le sauvignon (1 %).

La part des cépages hybrides résistants aux maladies fongiques est en croissance, qu'ils soient indigènes ou allogènes. En 2020, ils représentent 2,5 % des cultures.

### Tableau des cépages
Le tableau ci-dessous présente les 50 cépages blancs et les 50 cépages rouges les plus cultivés en Suisse en 2021 :
| Couleur | Cépage                  | Type         | Nom(s) associé(s)        | Surface (ha) | Poids (CH) | Couleur | Cépage               | Type         | Nom(s) associé(s)        | Surface (ha) | Poids (CH) |
| ------- | ----------------------- | ------------ | ------------------------ | ------------ | ---------- | ------- | -------------------- | ------------ | ------------------------ | ------------ | ---------- |
| Blanc   | Chasselas               | Indigène     | Fendant, Gutedel         | 3573 ↘       | 24 %       | Rouge   | Pinot noir           | Traditionnel | Blauburgunder, Klävner   | 3802 ↘       | 26 %       |
| Blanc   | Müller-thurgau          | Allogène     | Riesling-Sylvaner        | 437 ↘        | 3 %        | Rouge   | Merlot               | Allogène     |                          | 1217 ↗       | 8 %        |
| Blanc   | Chardonnay              | Allogène     |                          | 405 ↗        | 3 %        | Rouge   | Gamay                | Traditionnel |                          | 1114 ↘       | 8 %        |
| Blanc   | Sylvaner                | Traditionnel | Johannisberg, Gros Rhin  | 311 ↗        | 2 %        | Rouge   | Gamaret              | Indigène     | (Pully B-13)             | 436 ↗        | 3 %        |
| Blanc   | Petite Arvine           | Indigène     |                          | 245 ↗        | 2 %        | Rouge   | Garanoir             | Indigène     | (Pully B-28)             | 230 ↗        | 2 %        |
| Blanc   | Pinot gris              | Traditionnel | Malvoisie, Grauburgunder | 237 ↗        | 2 %        | Rouge   | Syrah                | Allogène     |                          | 205 ↗        | 1 %        |
| Blanc   | Savagnin                | Traditionnel | Heida, Païen             | 223 ↗        | 1 %        | Rouge   | Cornalin             | Indigène     | Rouge du Pays, Landroter | 158 ↗        | 1 %        |
| Blanc   | Sauvignon               | Allogène     |                          | 211 ↗        | 1 %        | Rouge   | Humagne rouge        | Traditionnel | Cornalin d'Aoste         | 142 ↗        | 1 %        |
| Blanc   | Pinot blanc             | Allogène     | Weissburgunder           | 114 ↗        | 1 %        | Rouge   | Diolinoir            | Indigène     | (Pully 4-42)             | 130 ↗        | 0,9 %      |
| Blanc   | Viognier                | Allogène     |                          | 56 ↗         | 0,4 %      | Rouge   | Cabernet franc       | Allogène     |                          | 83 ↗         | 0,6 %      |
| Blanc   | Gewürztraminer          | Traditionnel |                          | 47 ↘         | 0,3 %      | Rouge   | Divico               | Indigène     | (IRAC 2091)              | 74 ↗         | 0,5 %      |
| Blanc   | Muscat                  | Traditionnel | Muskateller              | 41 ↘         | 0,3 %      | Rouge   | Cabernet sauvignon   | Allogène     |                          | 70 ↗         | 0,5 %      |
| Blanc   | Marsanne                | Traditionnel | Ermitage                 | 41 ↘         | 0,3 %      | Rouge   | Galotta (de)         | Indigène     |                          | 60 ↗         | 0,4 %      |
| Blanc   | Amigne                  | Indigène     |                          | 41 →         | 0,3 %      | Rouge   | Cabernet Jura (de)   | Indigène     | (VB 5-02)                | 39 ↗         | 0,3 %      |
| Blanc   | Doral                   | Indigène     | (Pully 1-21)             | 37 ↗         | 0,3 %      | Rouge   | Regent               | Allogène     | (GF 67-198-3)            | 29 ↘         | 0,2 %      |
| Blanc   | Johanniter              | Allogène     | (FR 177-68)              | 37 ↗         | 0,3 %      | Rouge   | Cabernet dorsa       | Allogène     | (WE 71-817-92)           | 29 ↗         | 0,2 %      |
| Blanc   | Solaris                 | Allogène     | (FR 240-75)              | 33 ↗         | 0,2 %      | Rouge   | Ancellotta           | Allogène     |                          | 25 ↗         | 0,2 %      |
| Blanc   | Riesling                | Traditionnel | Petit Rhin               | 27 ↗         | 0,2 %      | Rouge   | Malbec               | Allogène     | Côt                      | 24 ↗         | 0,2 %      |
| Blanc   | Humagne blanche         | Indigène     |                          | 27 ↘         | 0,2 %      | Rouge   | Dunkelfelder         | Allogène     | (Froelich V4-4)          | 22 ↘         | 0,2 %      |
| Blanc   | Räuschling (en)         | Traditionnel |                          | 27 ↗         | 0,2 %      | Rouge   | Zweigelt             | Allogène     |                          | 22 ↗         | 0,1 %      |
| Blanc   | Kerner                  | Allogène     | (WE S 25-30)             | 25 ↗         | 0,2 %      | Rouge   | Dornfelder           | Allogène     | (WE S-341)               | 18 ↘         | 0,1 %      |
| Blanc   | Souvignier Gris (en)    | Allogène     | (FR 392-83)              | 25 ↗         | 0,2 %      | Rouge   | Dakapo               | Allogène     | (GM 7225-8)              | 18 ↗         | 0,1 %      |
| Blanc   | Aligoté                 | Allogène     |                          | 23 →         | 0,2 %      | Rouge   | Mara                 | Indigène     | (RAC 3022, C41)          | 17 ↗         | 0,1 %      |
| Blanc   | Muscaris                | Allogène     | (FR 493-87)              | 20 ↗         | 0,1 %      | Rouge   | Maréchal Foch        | Allogène     | (Kuhlmann 188-2)         | 15 ↗         | 0,1 %      |
| Blanc   | Sauvignac (de)          | Indigène     | (VB Cal 6-04)            | 18 ↗         | 0,1 %      | Rouge   | Carminoir            | Indigène     |                          | 12 →         | 0,08 %     |
| Blanc   | Sauvignon gris          | Allogène     |                          | 11 ↗         | 0,07 %     | Rouge   | Plant Robert         | Traditionnel | Plant Robez, Plant Robaz | 9 ↗          | 0,06 %     |
| Blanc   | Chenin                  | Allogène     |                          | 11 ↗         | 0,07 %     | Rouge   | Léon Millot          | Allogène     | (Kuhlmann 194-2)         | 9 ↗          | 0,06 %     |
| Blanc   | Seyval blanc            | Allogène     | (SV 5-276)               | 10 ↗         | 0,07 %     | Rouge   | Bondola              | Indigène     | Briegler                 | 9 ↘          | 0,06 %     |
| Blanc   | Charmont                | Indigène     | (Pully 1-33)             | 10 →         | 0,07 %     | Rouge   | VB Cal 1-28          | Indigène     |                          | 7 ↗          | 0,05 %     |
| Blanc   | Completer (en)          | Indigène     |                          | 9 ↗          | 0,06 %     | Rouge   | Servagnin            | Traditionnel |                          | 6 ↗          | 0,04 %     |
| Blanc   | Cabernet blanc          | Indigène     | (VB 91-26-1)             | 8 ↗          | 0,06 %     | Rouge   | Cabernet cortis      | Allogène     | (FR 437-82 R)            | 5 ↗          | 0,03 %     |
| Blanc   | Divona                  | Indigène     | (IRAC 2060)              | 8 ↗          | 0,05 %     | Rouge   | Cabernet noir (de)   | Indigène     | (VB 91-26-4)             | 4 ↗          | 0,03 %     |
| Blanc   | Scheurebe               | Allogène     | (S 88)                   | 7 ↗          | 0,05 %     | Rouge   | Blaufränkisch        | Allogène     | Limberger, Kékfrankos    | 4 →          | 0,03 %     |
| Blanc   | Irsai Olivér            | Allogène     | Muscat Oliver            | 7 ↗          | 0,05 %     | Rouge   | Marselan             | Allogène     | (INRA 1810-68)           | 4 ↗          | 0,03 %     |
| Blanc   | Freisamer               | Allogène     | Freiburger (FR 21-15)    | 6 ↗          | 0,04 %     | Rouge   | Isabelle             | Allogène     | Isabella                 | 4 ↗          | 0,03 %     |
| Blanc   | Muscat ottonel          | Allogène     |                          | 6 ↗          | 0,04 %     | Rouge   | Prior (de)           | Allogène     | (FR 484-872)             | 4 ↗          | 0,03 %     |
| Blanc   | Altesse                 | Allogène     |                          | 6 ↗          | 0,04 %     | Rouge   | Chambourcin          | Allogène     | (JS 26-205)              | 4 ↗          | 0,03 %     |
| Blanc   | Sauvignon Soyhières     | Indigène     | (VB 32-7)                | 5 ↗          | 0,04 %     | Rouge   | Cabernet Soyhières   | Allogène     |                          | 4 ↗          | 0,02 %     |
| Blanc   | Roussanne               | Allogène     |                          | 5 ↗          | 0,03 %     | Rouge   | Muscat bleu          | Indigène     | (Garnier 83-2)           | 3 →          | 0,02 %     |
| Blanc   | Rèze (en)               | Indigène     |                          | 4 ↗          | 0,03 %     | Rouge   | Mondeuse             | Traditionnel |                          | 3 ↗          | 0,02 %     |
| Blanc   | Auxerrois               | Allogène     |                          | 4 ↗          | 0,03 %     | Rouge   | VB Cal 1-36          | Indigène     |                          | 3 ↗          | 0,02 %     |
| Blanc   | Mondeuse blanche        | Allogène     |                          | 3 ↗          | 0,02 %     | Rouge   | Nebbiolo             | Allogène     |                          | 3 ↗          | 0,02 %     |
| Blanc   | Sémillon                | Allogène     |                          | 3 ↘          | 0,02 %     | Rouge   | Cabernet cubin       | Allogène     | (WE 70-281-35)           | 3 →          | 0,02 %     |
| Blanc   | Bianca                  | Allogène     | (EC 40)                  | 3 ↗          | 0,02 %     | Rouge   | Cabernet mitos       | Allogène     | (WE 70-77-4 F)           | 3 ↗          | 0,02 %     |
| Blanc   | Bacchus                 | Allogène     | (GF 33-29-133)           | 2 ↗          | 0,01 %     | Rouge   | Pinotage             | Allogène     |                          | 3 ↗          | 0,02 %     |
| Blanc   | Grüner Veltliner        | Allogène     | Velteliner vert          | 2 ↗          | 0,01 %     | Rouge   | Petit verdot         | Allogène     |                          | 3 ↗          | 0,02 %     |
| Blanc   | Lafnetscha (de)         | Indigène     |                          | 2 →          | 0,01 %     | Rouge   | Cabertin (de)        | Indigène     | (VB 91-26-17)            | 3 ↗          | 0,02 %     |
| Blanc   | Goldwin                 | Allogène     | (GF-GA 48-12)            | 1 ↗          | 0,01 %     | Rouge   | Saint-Laurent        | Allogène     |                          | 3 →          | 0,02 %     |
| Blanc   | Muscat de la Birse (de) | Indigène     | (VB 86-6)                | 1 ↗          | 0,01 %     | Rouge   | Acolon               | Allogène     | (WE 71- 816-102)         | 2 ↘          | 0,01 %     |
| Blanc   | Kernling                | Allogène     |                          | 1 →          | 0,01 %     | Rouge   | Cabernet Cantor (de) | Allogène     |                          | 2 ↗          | 0,01 %     |
| Blanc   | Sous-total              |              |                          | 6427         | 44%        | Rouge   | Sous-total           |              |                          | 8269         | 56%        |
|         | Grand total             |              |                          | 14696        |            |         |                      |              |                          |              |            |

↗/↘/→ = Tendance sur les 10 dernières années

## Les six régions viti-vinicoles suisses
En 2015 et selon les chiffres de l'OFAG tous les cantons cultivaient de la vigne sur 14 793 hectares (près de 150 km2). L'IVVS - Interprofession de la vigne et du vin suisse - a défini six grandes régions viti-vinicoles. Par ordre d'importance : le Valais (33 %), Vaud (26 %), la Suisse alémanique (18 %), Genève (9 %), le Tessin (7 %), les Trois Lacs (6 %). Le pays est petit et pourtant les six régions se distinguent par leurs encépagements, leurs topographies, leurs climats et leurs sols.
Globalement, la Suisse est un territoire tourmenté où les Alpes représentent les deux tiers du pays, suivies par le Plateau et le Jura. Les vignes sont d’ailleurs réparties selon cette même clef. Par comparaison aux vignobles européens elles sont relativement hautes en altitude - entre 270 m au plus bas (au Tessin) et 1 100 m au plus haut (en Valais) – et souvent dans des zones à forte déclivité. En hiver il n’est pas rare de voir de la neige dans les vignes et les températures annuelles moyennes se situent entre 9 degrés (Suisse alémanique) et 12 degrés (Tessin). De fait la Suisse fait partie des producteurs de vin dit de régions fraîches. Lorsque la Suisse se présente au monde elle revendique un terroir à caractère alpin. (Source: Swiss Wine Promotion - chiffres clés)

### Vignoble du Valais

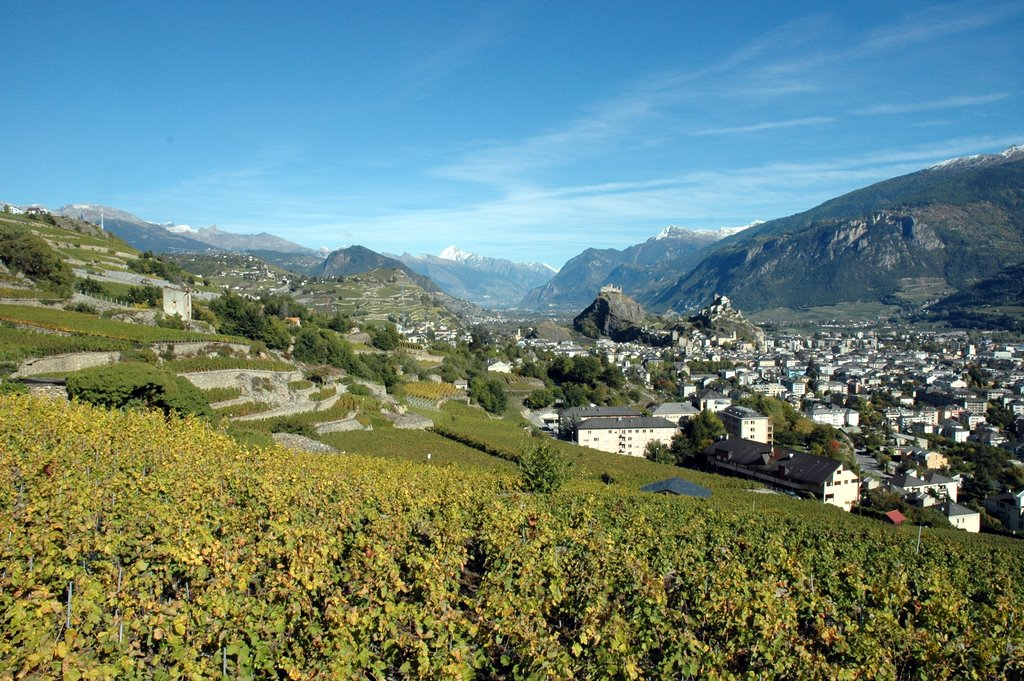
Sion et son vignoble

Avec ses 4 976 hectares (OFAG 2015) le vignoble du Valais contribue pour un tiers à la production totale helvétique. Sur plus de cent kilomètres, les vignes s'étirent le long du Rhône. Leurs pentes bien exposées s'étendent des communes de Viège à l’Est jusqu’à Port-Valais (Les Evouettes) à l’Ouest. Les cultures s'étalent entre 450 et 800 mètres d'altitude, voir 1 100 mètres comme à Visperterminen qui compte parmi les vignes les plus élevées d'Europe.
Protégé par la barrière des Alpes, le Valais a de loin le climat le plus sec et ensoleillé de toutes les régions viticoles suisses (2 090 heures d'ensoleillement pour quelque 700 mm de précipitations annuelles). Ce climat associé à la diversité des sols, qui varient d'un parchet à l'autre, produit en Valais une étonnante richesse de vins singuliers, issus d'une multitude de cépages.
Aux étonnants vins rouges robustes, issus de cépages indigènes, s'ajoutent les nobles et fins Pinots Noirs. La gamme des vins blancs s'étend du Chasselas (ou Fendant), fin et léger, aux spécialités telles que les vins flétris, pleins et complexes.
La grande diversité des sols est due aux bouleversements géologiques, aux glaciers en retrait et aux dépôts alluvionnaires du Rhône et des torrents des Alpes.

#### Liste desAOCvalaisannes
- Fully, Saxon, Saillon, Chamoson, Ardon, Vétroz, Conthey, Savièse, Sion, Grimisuat, Ayent, Lens, Miège, Venthône, Les coteaux de Sierre, Salquenen, Varen.

#### Cépages cultivés en Valais
En 2021, la surface plantée en cépages blancs était de 1 915 hectares (40 %) et de 2 818 hectares (60 %) pour les cépages rouges. Les dix cépages blancs et les dix cépages rouges les plus cultivés en Valais sont les suivants :
| Couleur | Cépage          | Type         | Appellation dans le canton | Surface (ha) | Poids (VS) | Couleur | Cépage             | Type         | Surface (ha) | Poids (VS) |
| ------- | --------------- | ------------ | -------------------------- | ------------ | ---------- | ------- | ------------------ | ------------ | ------------ | ---------- |
| Blanc   | Chasselas       | Indigène     | Fendant                    | 784          | 17 %       | Rouge   | Pinot noir         | Traditionnel | 1344         | 28 %       |
| Blanc   | Sylvaner        | Traditionnel | Johannisberg               | 306          | 6 %        | Rouge   | Gamay              | Traditionnel | 495          | 10 %       |
| Blanc   | Petite Arvine   | Indigène     |                            | 243          | 5 %        | Rouge   | Syrah              | Allogène     | 172          | 4 %        |
| Blanc   | Savagnin        | Traditionnel | Heida, Païen               | 211          | 4 %        | Rouge   | Cornalin           | Indigène     | 157          | 3 %        |
| Blanc   | Chardonnay      | Allogène     |                            | 70           | 1 %        | Rouge   | Merlot             | Allogène     | 144          | 3 %        |
| Blanc   | Pinot gris      | Traditionnel | Malvoisie                  | 62           | 1 %        | Rouge   | Humagne rouge      | Allogène     | 142          | 3 %        |
| Blanc   | Marsanne        | Traditionnel | Ermitage                   | 41           | 0,9 %      | Rouge   | Gamaret            | Indigène     | 105          | 2 %        |
| Blanc   | Amigne          | Indigène     |                            | 40           | 0,9 %      | Rouge   | Diolinoir          | Indigène     | 102          | 2 %        |
| Blanc   | Muscat          | Traditionnel |                            | 32           | 0,7 %      | Rouge   | Cabernet franc     | Allogène     | 30           | 0,6 %      |
| Blanc   | Humagne blanche | Indigène     |                            | 27           | 0,6 %      | Rouge   | Cabernet sauvignon | Allogène     | 26           | 0,6 %      |

### Vignoble vaudois

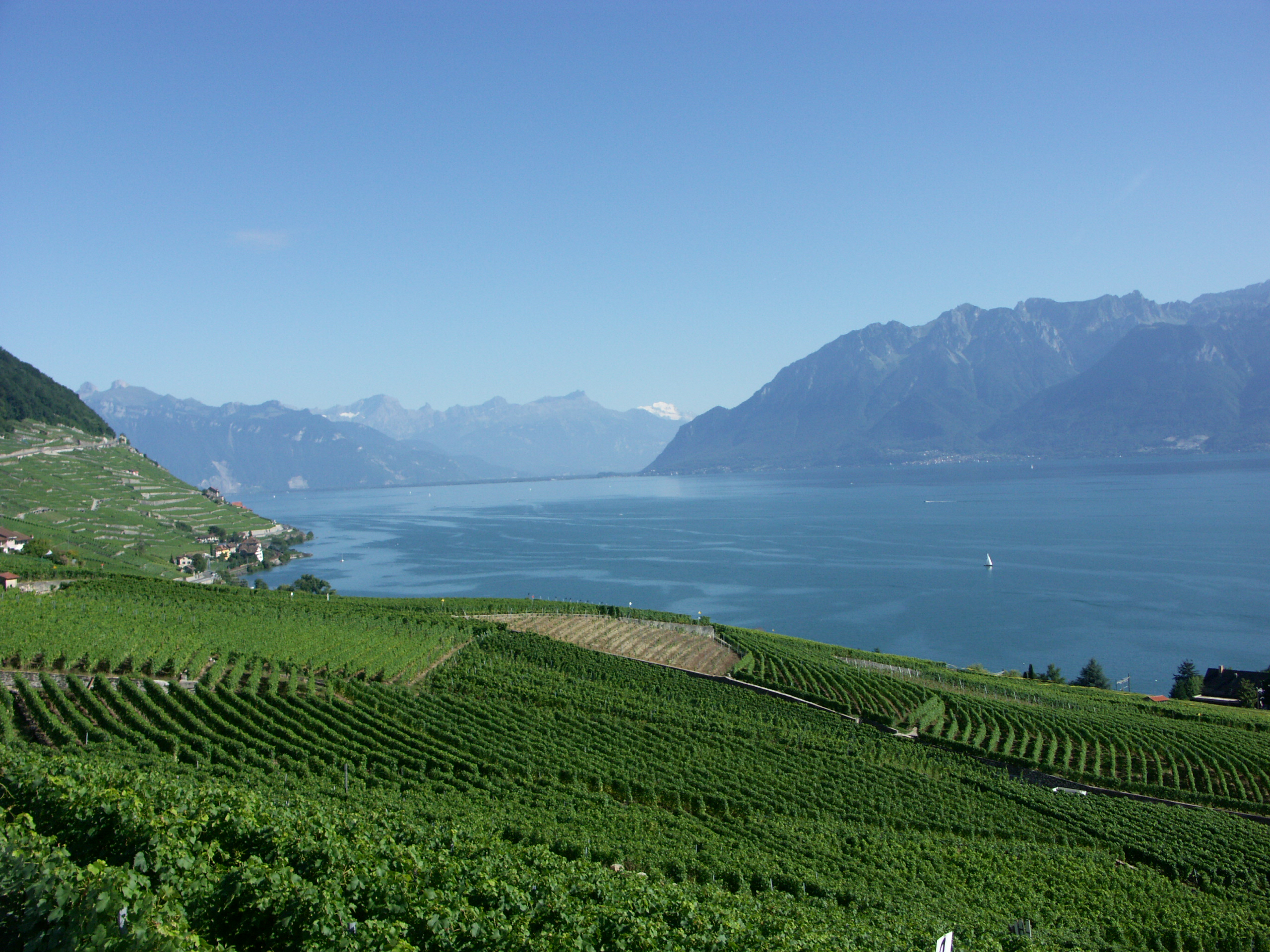
Le vignoble en Lavaux domine le lac Léman.

Des terrasses de Lavaux aux pentes abruptes du Chablais, en passant par les doux vallonnements de La Côte, le canton de Vaud compte 37,83 km2 (3 783 ha) de vignes et 8 appellations d’origine contrôlée : La Côte (AOC), Lavaux (AOC), Chablais, Côtes-de-l'Orbe, Bonvillars, Vully et depuis 2013 Calamin Grand Cru et Dézaley Grand Cru.

#### Liste desAOCvaudoises
- AOC La Côte. La Côte vaudoise s’étend des portes de Genève à Lausanne en allant jusqu’à frôler parfois les pentes du Jura (2 003 hectares de vignobles en 2012). Liste des lieux de production de l'AOC "La Côte" : Aubonne, Begnins, Bursinel, Féchy, Luins, Mont-sur-Rolle, Morges, Nyon, Perroy, Tartegnin, Coteau de Vincy, Vinzel
- AOC Lavaux. Lavaux est célèbre pour ses vignobles en terrasses surplombant le lac Léman entre Lutry et Montreux (809 hectares de vignobles en 2012). Ce vignoble est classé au patrimoine mondial de l'UNESCO depuis le 28 juin 2007. Liste des lieux de production de l'AOC "Lavaux" : Lutry, Villette, Épesses, Saint-Saphorin, Chardonne, Vevey-Montreux

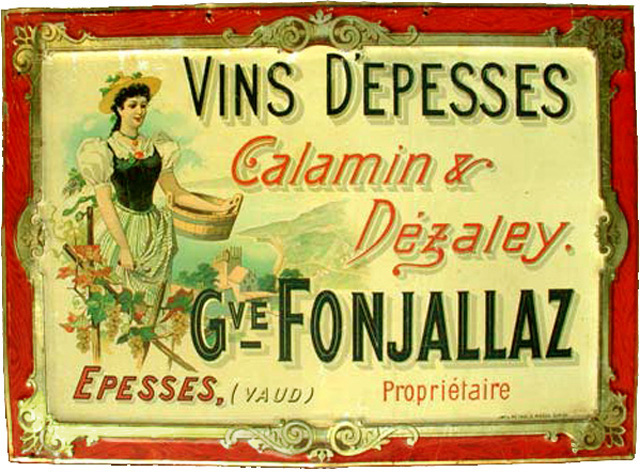
Étiquette de vin du canton de Vaud XIXe siècle

- AOC Calamin grand cru et AOC Dézaley grand cru. Ces deux appellations Calamin grand cru et Dézaley grand cru (vignoble de la commune de Puidoux) font partie de la région de Lavaux mais possèdent depuis 2013 leur propre AOC. Ce sont des vignobles de fortes pentes aménagés en terrasses qui dominent le léman.
- AOC Chablais. Au sud-est du canton, dans le Chablais vaudois, avec ses vignes accrochées à la pente (586 hectares de vignobles en 2012). Liste des lieux de production de l'AOC "Chablais" : Villeneuve, Yvorne, Aigle, Ollon, Bex.
- AOC Côtes-de-l'Orbe. L'AOC Côtes-de-l'Orbe se situe au sud-ouest du lac de Neuchâtel dans le nord vaudois principalement autour d'Orbe (Vaud) et Yverdon-les-Bains. La surface des vignobles en 2012 est de 1,7 km2 (171 ha).
- AOC Bonvillars. Cette appellation se trouve principalement le long des rives vaudoises du lac de Neuchâtel avec 1,9 km2 (191 ha) de vignobles en 2012.
- AOC Vully. L'AOC Vully est une petite appellation intercantonale au bord du Lac de Morat. Le canton de Vaud compte environ 0,5 km2 (50 ha) sur les 150 ha de l'appellation.

#### Cépages cultivés en terre vaudoise
Le Chasselas est le cépage roi du vignoble vaudois, avec 60 % des surfaces plantées (2 252 ha) (Source OFAG 2021). Le Pinot noir (12 %, 472 ha) et le Gamay (9 %, 324 ha) sont les principaux cépages rouges. Une multitude d'autres spécialités viennent compléter ces cépages et notamment le Gamaret et le Garanoir, qui entrent souvent dans les assemblages des vins rouges.
Les dix cépages blancs et les dix cépages rouges les plus plantés dans le canton de Vaud sont les suivants :
| Couleur | Cépage         | Type         | Surface (ha) | Poids (VD) | Couleur | Cépage         | Type         | Surface (ha) | Poids (VD) |
| ------- | -------------- | ------------ | ------------ | ---------- | ------- | -------------- | ------------ | ------------ | ---------- |
| Blanc   | Chasselas      | Indigène     | 2252         | 60 %       | Rouge   | Pinot noir     | Traditionnel | 472          | 12 %       |
| Blanc   | Chardonnay     | Allogène     | 45           | 1 %        | Rouge   | Gamay          | Traditionnel | 324          | 9 %        |
| Blanc   | Pinot Gris     | Traditionnel | 40           | 1 %        | Rouge   | Gamaret        | Indigène     | 151          | 4 %        |
| Blanc   | Doral          | Indigène     | 31           | 0,8 %      | Rouge   | Garanoir       | Indigène     | 128          | 3 %        |
| Blanc   | Sauvignon      | Allogène     | 19           | 0,5 %      | Rouge   | Merlot         | Allogène     | 76           | 2 %        |
| Blanc   | Viognier       | Allogène     | 18           | 0,5 %      | Rouge   | Galotta        | Indigène     | 32           | 0,8 %      |
| Blanc   | Pinot blanc    | Allogène     | 15           | 0,4 %      | Rouge   | Divico         | Indigène     | 18           | 0,5 %      |
| Blanc   | Gewürztraminer | Traditionnel | 9            | 0,2 %      | Rouge   | Cabernet franc | Allogène     | 17           | 0,5 %      |
| Blanc   | Charmont       | Indigène     | 6            | 0,1 %      | Rouge   | Mara           | Indigène     | 13           | 0,3 %      |
| Blanc   | Muscat Ottonel | Indigène     | 6            | 0,1 %      | Rouge   | Diolinoir      | Indigène     | 12           | 0,3 %      |

### Vignoble du canton de Genève

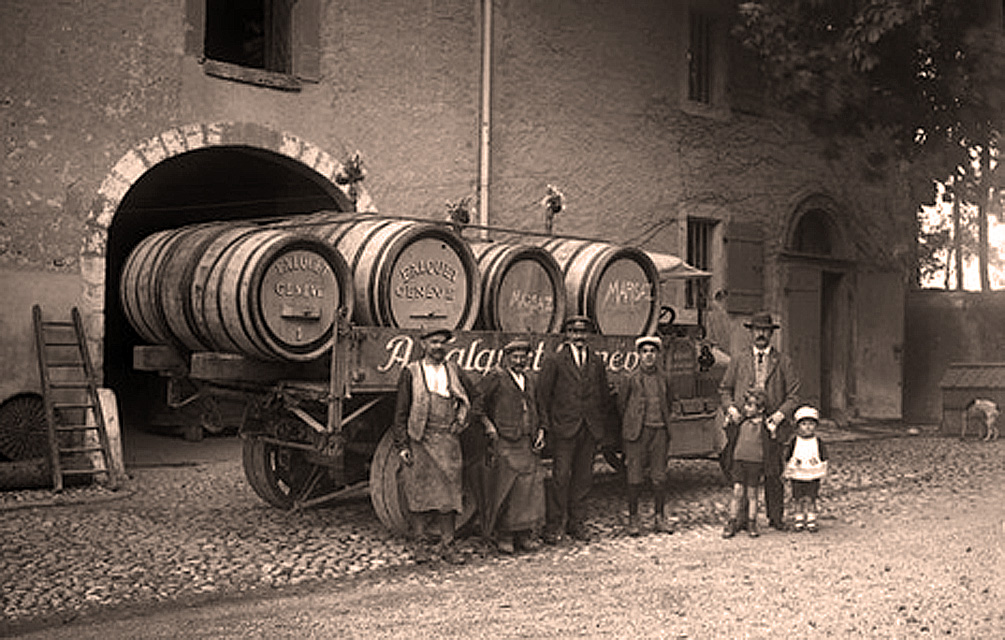
Négociant en vins à Genève au début du XXe siècle

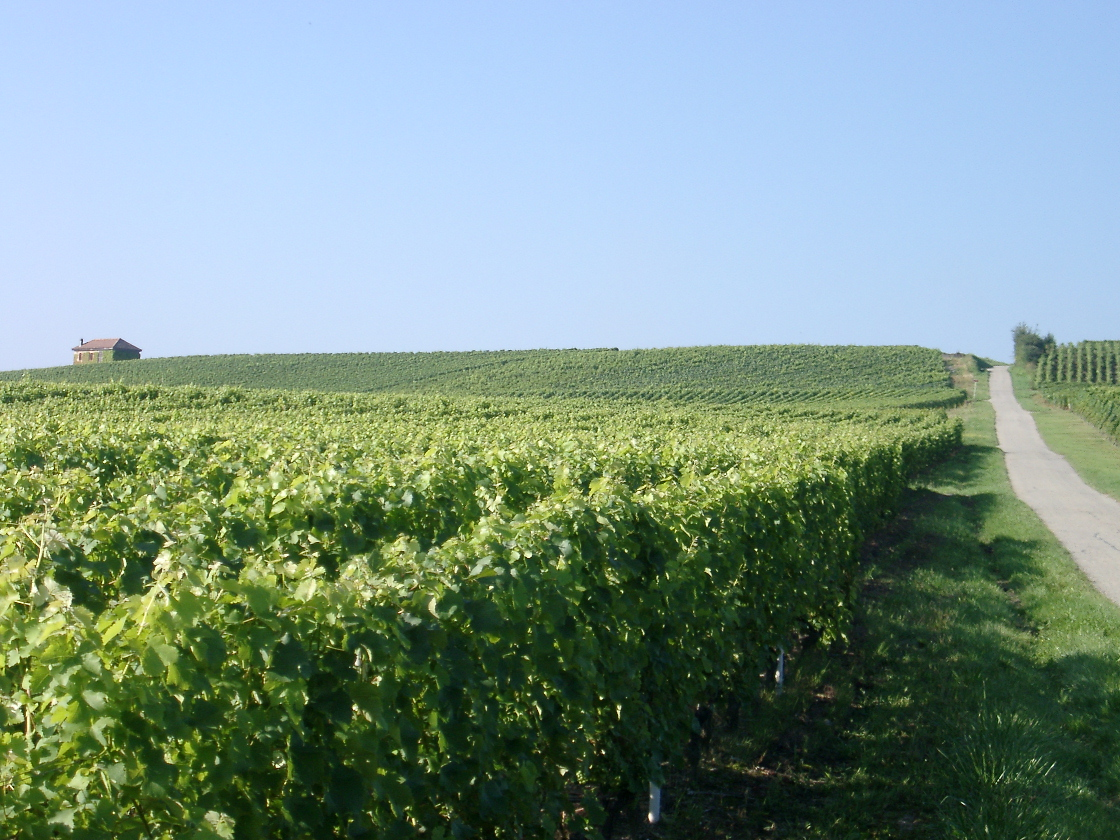
Une partie du vignoble de Dardagny

Avec ses 1 434 hectares de vignes, le canton de Genève est le troisième de Suisse. L'AOC Genève a la particularité d'être transfrontalière, car 120 hectares sont en France.
On compte une centaine de caves dans le canton qui proposent, à côté du Chasselas, toute une série de spécialités. Le spectre englobe des cépages tel que le Gewurztraminer et le Viognier en passant par le cabernet sauvignon et le croisement qu’est le Gamaret.
- Appellations et désignations des vins 
 Les vins AOC se répartissent en deux catégories : a) les AOC Premier cru ; b) l'AOC Genève.
- Sources : https://www.ge.ch/legislation/rsg/f/s/rsg_M2_50P05.html

#### Liste des cépages
D'après le contrôle site officiel de la Confédération suisse
- Blancs (environ 629 ha) : Chasselas (329 ha), Chardonnay (100 ha), Pinot blanc (41 ha), Sauvignon blanc (32 ha), Aligoté (21 ha), Pinot gris (25 ha), Müller-thurgau (19 ha), Viognier (10 ha), Gewurztraminer (7 ha), divers (dont des spécialités comme le Savagnin blanc, le Scheurebe ou le Kerner) (45 ha).
- Rouges (environ 805 ha) : Gamay (371 ha), Pinot noir (150 ha), Gamaret (115 ha), Garanoir (42 ha), Merlot (42 ha), Cabernet Sauvignon (16 ha), Cabernet franc (14 ha), Syrah (3 ha), divers (52 ha).

#### Production
- 46 000 hl de blanc et 56 000 de rouge en 2010.

#### Etiquettes
À travers le dépôt légal, la Bibliothèque de Genève a acquis une collection d'environ 30 000 étiquettes de vins genevois et suisses romands,.

### Vignoble du Tessin
Le canton le plus méridional de Suisse compte 1 076 hectares de vignobles, dont 862 ha sont plantés de Merlot.

#### Les communes vinicoles du canton
- Giornico, Malvaglia, Biasca, Verscio, Gordola, Tenero, Gudo, Giubiasco, Rivera, Morcote, Rovio, Stabio, Pedrinate, Morbio, Chiasso, Castel San Pietro, Mendrisio, Rancate, Riva San Vitale, Meride, Arzo, Coldrerio, Balerna, Besazio.

#### Liste des cépages
- Blancs (environ 68 ha) : Chasselas (4 ha), Müller-thurgau (2,4 ha), Chardonnay (44 ha), Pinot gris (1,7 ha), Sauvignon blanc (8 ha), divers (12 ha).
- Rouges (environ 960 ha) : Pinot noir (14 ha), Merlot (862 ha), Gamaret (9 ha), Syrah (2 ha), divers (85 ha). Dans les divers, on trouve le Cabernet sauvignon, Cabernet franc ainsi que le Bondola.

#### Production
- 7 500 hl de blanc et 46 500 de rouge en 2005.

### Vignoble de la Région des trois lacs

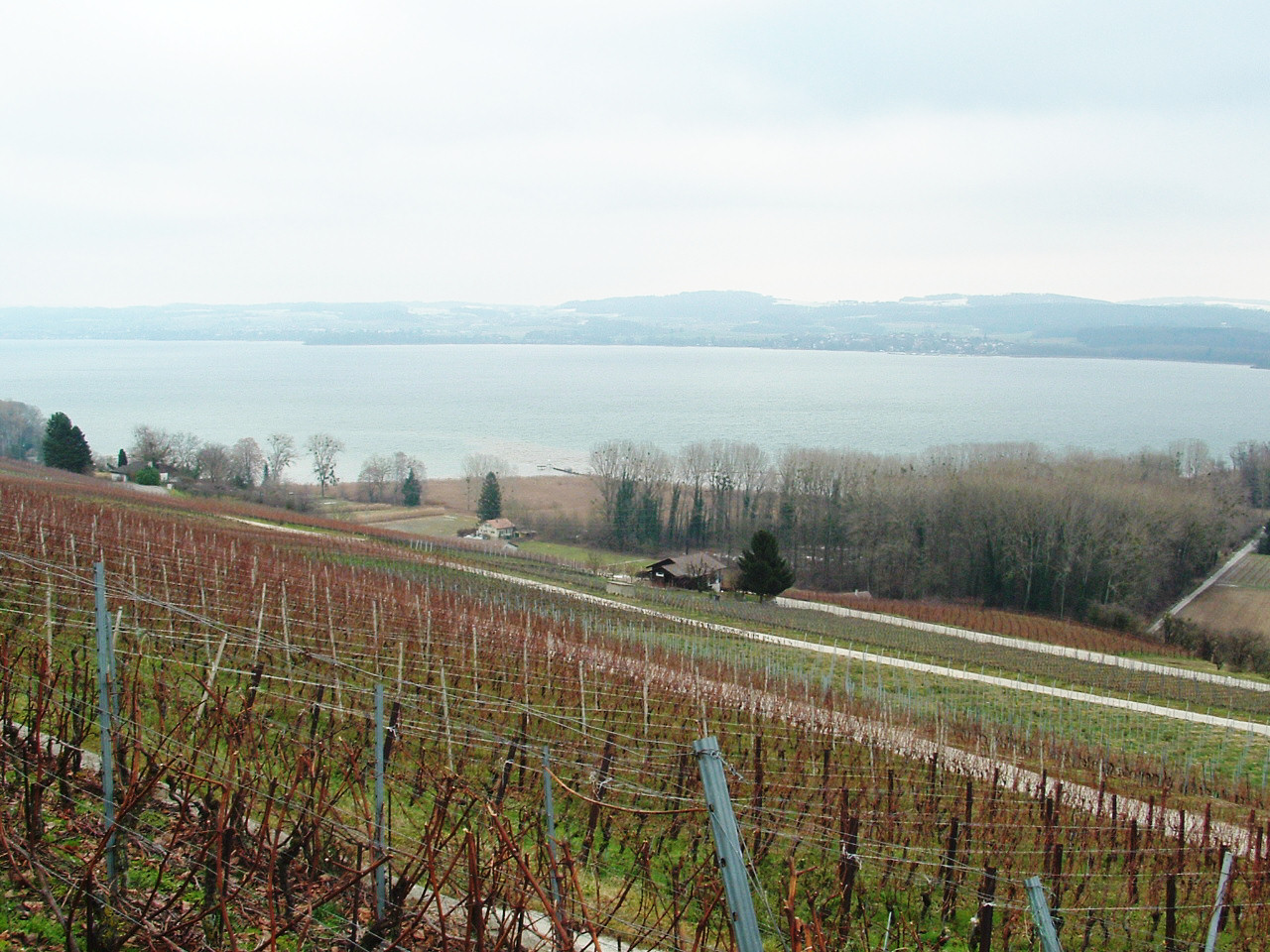
Le vignoble du Vully en hiver, vue sur le lac de Morat

Ainsi nommée car elle comprend les lacs de Neuchâtel, Bienne et Morat, ses 985 hectares de vignobles appartiennent aux quatre cantons de Neuchâtel, Berne, Fribourg et Vaud.

#### Liste des communes ayant un statut d'Appellation d'origine contrôlée (AOC)
- Vaumarcus, Fresens, Saint-Aubin-Sauges, Gorgier, Bevaix, Boudry, Cortaillod, Auvernier, Corcelles-Cormondrèche, Peseux, Neuchâtel, Hauterive, Saint-Blaise, Cornaux, Cressier, Le Landeron, La Neuveville, Schafis, Ligerz, Twann, Tüscherz, Vigneules, Erlach, Tschugg, Vully (AOC intercantonale FR-VD).

#### Liste des cépages pour le canton de Neuchâtel uniquement
- Blancs (environ 246 ha) : Chasselas (181 ha), Müller-thurgau (3 ha), Chardonnay (20 ha), Pinot gris (22 ha), Sauvignon blanc (2 ha), Gewurztraminer (4 ha), divers (14 ha).
- Rouges (environ 352 ha) : Pinot noir (318 ha), Gamaret (2 ha), Garanoir (3 ha), divers (29 ha)

#### Production
- Canton de Neuchâtel : 17 500 hl en blanc et 15 500 en rouge en 2005.
- Canton de Berne : 8 500 hl en blanc et 5 000 en rouge en 2005.
- Canton de Fribourg : 5 500 hl en blanc et 2 000 en rouge en 2005.

### Vignoble du сanton de Berne, région dulac de Thoune
Cépages : riesling X xylvaner, chardonnay, garanoir, pinot noir

### Vignoble zurichois
Avec ses 610 hectares, le canton de Zurich abrite le plus grand vignoble de Suisse alémanique. La majeure partie se situe sur les rives du lac de Zurich, la vallée de la Limmat et le bien nommé Weinland zurichois plus au nord.

#### Les communes vinicoles du canton
- Unterstammheim, Oberstammheim, Dachsen, Andelfingen, Flaach, Neftenbach, Seuzach, Eglisau, Weiningen, Meilen, Stäfa, Au, Wädenswil.

#### Liste des cépages
- Blancs (environ 215 ha) : Müller-thurgau (124 ha), Chardonnay (12 ha), Pinot gris (9 ha), Pinot blanc (2 ha), Sauvignon blanc (6 ha), divers (62 ha).
- Rouges (environ 396 ha) : Pinot noir (321 ha), Gamaret (2 ha), Garanoir (5 ha), divers (68 ha).

#### Production
- 11 500 hl de blanc et 21 000 de rouge en 2005.

### Vignoble des Grisons
Pinot noir

## Les traditions
Fêtes historiques
- La Fête des Vignerons de Vevey tous les 25 ans (environ) depuis 1797. L'édition la plus récente a lieu en 2019.

Évènements nationaux
- Les caves ouvertes régionales. De fin avril à début juin et à tour de rôle les caves des six régions viticoles ouvrent leurs portes au public pour leur permettre de déguster le nouveau millésime. Ce qui avait commencé dans les années 1980 à Genève ou en Suisse alémanique comme un événement régional est devenu le rendez-vous national des producteurs et de leur public. Plus de la moitié des producteurs suisses y participent et attirent près de 200 000 personnes chaque année.
- La Swiss Wine Week (ou la semaine du vin suisse) a lieu chaque automne depuis 2013, elle permet d'associer cuisine et vin, restaurateurs et producteurs dans toute la Suisse.

Fêtes régionales
- La Fête des vendanges de Russin à Genève, organisée depuis 1963
- La Fête des vendanges de Neuchâtel (Dernier week-end de septembre chaque année)
- La Fête des vendanges du Vully organisé en principe le dernier week-end du mois de septembre depuis 1981
- Vinéa, fête du vin organisée annuellement à Sierre.
- La fête des vendanges de Mendrisio
- La fête des vendanges de Lutry

### Sites web
- Musée Valaisan du vin
- Dictionnaire historique de la Suisse
- Swiss Wine, portail officiel de la vigne et du vin suisse

### Vidéos
- [vidéo] « La Suisse Romande » sur Voyage, 2002, 52 min.